# Valle Real de Amarna
| Plano de Ajetatón                                                                                       |
| Valle Real Tumba Real Uadi sur Necrópolis de los nobles, (norte) Necrópolis de los nobles, (sur) Ciudad |

El Valle Real de Amarna, conocido localmente como Uadi Abu Hasan el-Bahri, es la necrópolis de Ajetatón (Amarna) donde Ajenatón y el resto de la familia real construyeron sus tumbas, al igual que algunos nobles y altos funcionarios de la corte. A unos 10 km de la ciudad, fue pensado como sustituto del Valle de los Reyes. El proyecto no llegó a completarse por la vuelta de la corte a Tebas durante el reinado de Tutanjamón, siendo la más completa la Tumba Real, catalogada como TA26.

## Descripción
La necrópolis está dividida en dos valles cercanos, que desembocan desde el norte y el sur al uadi principal. La Tumba real, TA26, se encuentra en el uadi norte, que debido a su estructura ha sufrido inundaciones periódicas con arrastre de aluviones que han dañado la tumba. Actualmente se ha construido una carretera y canales para desviar el agua, y también se han despejado las entradas a las diversas tumbas encontradas. La necrópolis comenzó a excavarse y documentarse en la década de 1880, bajo la dirección de Alessandro Barsanti, que se ocupó también de copiar las pinturas y relieves.
Las tumbas están excavadas en la roca, y muestran abundante decoración, fuente de muchas de las escenas de Ajenatón y su familia. La Tumba Real muestra diferencias con las del Valle de los Reyes, como el hecho de estar concebida como panteón familiar y otros cambios de construcción, como el poseer un largo corredor recto, que marca el eje de la tumba.
En el valle se han encontrado cinco tumbas, la Tumba Real en el ramal norte, tres tumbas en el meridional, y lo que parece ser un pozo de embalsamamiento cerca de la Tumba Real. Siguen la numeración TA, tumba de Amarna, que tiene sus primeros 25 números asignados a las Necrópolis de los nobles: del uno al seis en el cementerio norte, hasta el veinticinco en el sur.

## Tumba Real
La Tumba Real, listada como TA26, estaba construida sobre la pared oeste del uadi norte y destinada a Ajenatón. En ella fueron enterrados el faraón, su hija Meritatón y posiblemente sus otras dos hijas fallecidas en la niñez, aunque fueron trasladados cuando la corte regresó a Tebas. Estaba pensada para acoger a la Gran Esposa Real, Nefertiti, y quizá también a Kiya, aunque parte de las cámaras nunca se terminaron.

## TA27
Situada en el uadi sur, la TA27 parece haber sido destinada a un miembro de la familia real, con una entrada y una puerta muy similares a la Tumba Real: una amplia escalera con un tobogán central para deslizar el sarcófago, algo que solo se encuentra en las tumbas reales. Sin embargo nunca fue terminada, por lo que es la más pequeña del Valle, aunque es evidente que estaba previsto un mayor tamaño. No se han encontrado pruebas de una inhumación. Se ha especulado con que era la tumba en preparación para Tutanjamón o algún otro sucesor de Ajenatón. 

## TA28
Ésta es la única tumba acabada del Valle, y está también excavada en el uadi sur. Es posible que se haya utilizado para Tiy, Gran Esposa Real de Amenhotep III y madre de Akenatón, y para la princesa Baketatón (o Beketatón), la hija menor de Tiy que siempre acompañó a su madre viuda. Hermana menor de Akenatón, probablemente fue la madre de Tutankamón, fruto de la unión de dos hermanos plenos. Ligeramente diferente sobre el plano al resto, consta de una entrada y tras cámaras conectadas por puertas y escaleras.

## TA29
Construida en el uadi sur, es una tumba grande y muy elaborada, con cuatro corredores de los cuales los dos primeros tienen las paredes enyesadas y preparadas para la decoración, algo que nunca se hizo. Su plano es similar a las cámaras en serie de la Tumba Real, por lo que puede haber estado destinada a una esposa de rango inferior. En su interior hay una lista con la fecha Año 1, de modo que fue abierta durante el reinado de alguno de los sucesores de Ajenatón.

## TA30
Junto con la TA27, es la más pequeña del Valle Real. Está localizada en el uadi norte, al nivel del suelo. Aunque sin terminar, es claro que estaba destinada a tener un diseño muy sencillo, consistente en un pasaje de entrada y una cámara, por lo que se cree que se trataba de un pozo de embalsamamiento. 